# الپوکا (ویرجینیای غربی)
الپوکا، غرب ویرجینیا (به انگلیسی: Alpoca, West Virginia) یک منطقهٔ مسکونی در ایالات متحده آمریکا است که در ویرجینیای غربی واقع شده‌است.